# SkyscraperCity
SkyscraperCity (znane również jako SkyscraperCity.com) – międzynarodowe forum internetowe poświęcone architekturze, urbanistyce oraz infrastrukturze. Na portalu opisywane i komentowane są aktualnie realizowane oraz planowane inwestycje.
Forum podzielone jest na działy regionalne (w tym polski) i międzynarodowe. Polski dział zawiera poddziały przeznaczone dla wszystkich regionów, większych miast oraz opisuje i komentuje wydarzenia i budowy zarówno ukończone, jak i planowane oraz w trakcie realizacji.
Forum zostało założone w 2002 roku przez holenderskiego ekonomistę Jana Klerksa na działającego na skrypcie vBulletin w celu dzielenia się i pozyskiwania komentarzy na temat rozwoju miejskiego w Rotterdamie. W sierpniu 2015 roku na stronie było ponad 800 tysięcy zarejestrowanych użytkowników, ponad 900 tysięcy tematów oraz ponad 86 milionów wiadomości. Polski dział forum (Forum Polskich Wieżowców) jest największym działem na SkyscraperCity pod względem liczby wiadomości. W 2018 roku SkyscraperCity zostało przejęte przez VerticalScope, a forum zostało przeniesione z vBulletin do XenForo w 2020 roku.